# Representação de conhecimento e raciocínio
Representação de conhecimento e raciocínio  é o campo da inteligência artificial (IA) dedicado a representar informações sobre o mundo em uma forma que um sistema computacional pode usar para resolver tarefas complexas, como diagnosticar uma condição médica ou ter um diálogo em uma linguagem natural. A representação de conhecimento incorpora descobertas da psicologia sobre como os humanos resolvem problemas e representam o conhecimento para projetar formalismos que tornarão sistemas complexos mais fáceis de projetar e construir. A representação de conhecimento e raciocínio também incorporam descobertas da lógica para automatizar vários tipos de raciocínio, como a aplicação de regras ou as relações de conjuntos e subconjuntos.
Exemplos de formalismos de representação de conhecimento incluem redes semânticas, arquitetura de sistemas, quadros, regras e ontologias. Exemplos de mecanismos de raciocínio automatizado incluem mecanismos de inferência, provadores de teoremas e classificadores.